# Bruno Rodzik
Bruno Rodzik (Giraumont, Francia, 29 de mayo de 1935-Thionville, Francia, 12 de abril de 1998) fue un futbolista francés que se desempeñó como defensor. Jugó para Francia en la Eurocopa 1960.

## Equipos
| Equipo                         | País                | Años                | PJ  | Goles |
| ------------------------------ | ------------------- | ------------------- | --- | ----- |
| Stade de Reims                 | Francia             | 1957-1964           | 197 | 3     |
| OGC Niza                       | Francia             | 1964-1968           | 91  | 0     |
| Selección de fútbol de Francia | Francia             | 1960–1963           | 21  | 0     |
| Total en su carrera            | Total en su carrera | Total en su carrera | 309 | 3     |

## Palmarés
| Título          | Club           | Año  |
| --------------- | -------------- | ---- |
| Copa de Francia | Stade de Reims | 1958 |
| Ligue 1         | Stade de Reims | 1958 |
| Ligue 1         | Stade de Reims | 1960 |
| Ligue 1         | Stade de Reims | 1962 |